# بيشده (مقاطعة فومن)
بيشده (بالفارسية: پیشده) هي قرية تقع في غيلان في إيران. يقدر عدد سكانها بـ 226 نسمة بحسب إحصاء 2016.